# Hylaeus yaguarae
Hylaeus yaguarae är en biart som först beskrevs av Carlos Schrottky 1913.  Hylaeus yaguarae ingår i släktet citronbin, och familjen korttungebin. Inga underarter finns listade i Catalogue of Life.